# Изаксон, Ханаан Ильич
Ханаа́н Ильи́ч Изаксо́н (2 (15) марта 1909, Новоберислав — 4 апреля 1985, Таганрог) — советский конструктор и изобретатель, лауреат Ленинской премии (1964). Руководил конструированием зерноуборочных комбайнов СК-3, СК-4, СК-5 «Нива», СК-6 «Колос», самоходных шасси СШ-75 «Таганрожец». Кандидат технических наук (1971).

## Биография
Ханаан Изаксон родился 2 (15) марта 1909 года в Херсонской губернии, в еврейской земледельческой колонии Новоберислав.
В 1932 году окончил Запорожский машиностроительный институт (конструкторский факультет) и поступил на работу на Запорожский комбайновый завод «Коммунар». Незадолго до этого, в 1930 году, на этом заводе был создан первый советский прицепной зерноуборочный комбайн «Коммунар». Вскоре стал главным конструктором запорожского комбайнового завода, а затем — главным конструктором на Люберецком заводе сельскохозяйственных машин им. Ухтомского, где шла работа над комбайнами СКАГ.
Во время войны, в эвакуации, Ханаан Ильич Изаксон работал на одном из сибирских авиационных заводов, выпускавших авиамоторы. После войны занял должность генерального конструктора по самоходным комбайнам, возглавив специальное конструкторское бюро на Тульском комбайновом заводе, на котором было организовано серийное производство первого советского самоходного комбайна C-4.
В 1953 году Х. И. Изаксон принял приглашение возглавить образованное в Таганроге приказом Министерства машиностроения СССР от 21 ноября 1953 года ГСКБ по самоходным зерновым комбайнам и машинам для уборки хлопка в неполивных районах. Постановлением Совета Министров СССР от 6 ноября 1958 года, ГСКБ было переименовано в Государственное специальное конструкторское бюро по зерноуборочным комбайнам и самоходным шасси.
Под его непосредственным руководством в Таганроге были созданы выпускавшиеся серийно самоходные комбайны СК-3, СК-4, СК-5 «Нива», СК-6 «Колос», самоходное шасси СШ-75 «Таганрожец», а также большое количество опытных машин.
В 1971 году Х. И. Изаксон защитил диссертацию на соискание степени кандидата технических наук по теме «Создание технических средств для комбайновой уборки зерновых культур».
Умер Ханаан Ильич Изаксон 4 апреля 1985 года в Таганроге. Похоронен на «Аллее Славы» Николаевского кладбища.

## Семья
Сыновья — выпускники ТРТУ:
- Давид Ханаанович Изаксон (1947—2017), кандидат технических наук (1985 год)[2].
- Виктор Ханаанович Изаксон, теплофизик, кандидат физико-математических наук (1978 год)[3].

## Награды и премии
- Орден Ленина, Орден Октябрьской Революции, Орден Трудового Красного Знамени, медали.
- Лауреат Ленинской премии 1964 года в области техники — за создание конструкции зерноуборочного комбайна СК-4 и организацию массового производства на специализированных заводах Таганрогском комбайновом и «Ростсельмаш» (как руководитель работы, гл. конструктор).